# 特达县

特达县

特达县(乌尔都语: ضلع ٹھٹہ) (信德语: ضلع ٺٽو)，是巴基斯坦信德省的一个县，位于该省南部。特达县总人口1,113,194（1998年）。

## 行政区划
特达县分为7个乡。

## 人口
68%使用信德语，4%的人使用乌尔都语。96.72%的人信仰伊斯兰教，印度教2.89%，基督教0.18%。